# Провес
Провес (итал. Proves) је насеље у Италији у округу Болцано, региону Трентино-Јужни Тирол.
Према процени из 2011. у насељу је живело 288 становника. Насеље се налази на надморској висини од 1412 м.

## Становништво
Према резултатима пописа становништва 2011. у општини је живело 267 становника.
| 1931. | 1936. | 1951. | 1961. | 1971. | 1981. | 1991. | 2001. | 2011. |
| ----- | ----- | ----- | ----- | ----- | ----- | ----- | ----- | ----- |
| 375   | 392   | 387   | 407   | 349   | 321   | 298   | 288   | 267   |